# گلن واینر
 گلن واینر (انگلیسی: Glenn Weiner؛ زاده ۲۷ آوریل ۱۹۷۶) یک تنیس‌باز اهل ایالات متحده آمریکا است.